# Étables-sur-Mer
Étables-sur-Mer (en bretó Staol, gal·ló Establ) és un municipi francès, situat a la regió de Bretanya, al departament de Costes del Nord. L'any 2007 tenia 2.950 habitants.

## Demografia
| 1962                                       | 1968 | 1975 | 1982 | 1990 | 1999 |
| ------------------------------------------ | ---- | ---- | ---- | ---- | ---- |
| 1928                                       | 1954 | 2041 | 2039 | 2121 | 2514 |
| Des de 1962: població sense dobles comptes |      |      |      |      |      |

## Administració
| Període   | Identitat         | Partit |
| --------- | ----------------- | ------ |
| 2001-2008 | Pierre Le Cornoux |        |
| 2008-     | Marcel Pincemin   |        |